# 329 Svea
A 329 Svea a Naprendszer kisbolygóövében található aszteroida. Maximilian Franz Joseph Cornelius Wolf fedezte fel 1892. március 21-én.